# Дворец Ильдегизидов
Дворец Ильдегизидов или Дарулмулк — средневековый историко-архитектурный памятник в городе Нахичеване.
Дворец был включен в архитектурный комплекс Атабейлар, построенный великим азербайджанским архитектором Аджами Абубакр оглу Нахчывани, но не сохранился до наших дней. В ходе исследования они[кто?] пришли к выводу, что «Дарулмулк» («Государственный дом»), упомянутый в произведении «Аджаиб ад-Дуня», написанном в 20-х годах XIII века, был дворцом Эльденизлера. Дворец расположен недалеко от могилы Момина Хатун.